# Myotis macropus
Myotis macropus là một loài động vật có vú trong họ Dơi muỗi, bộ Dơi. Loài này được Gould mô tả năm 1854.

## Hình ảnh

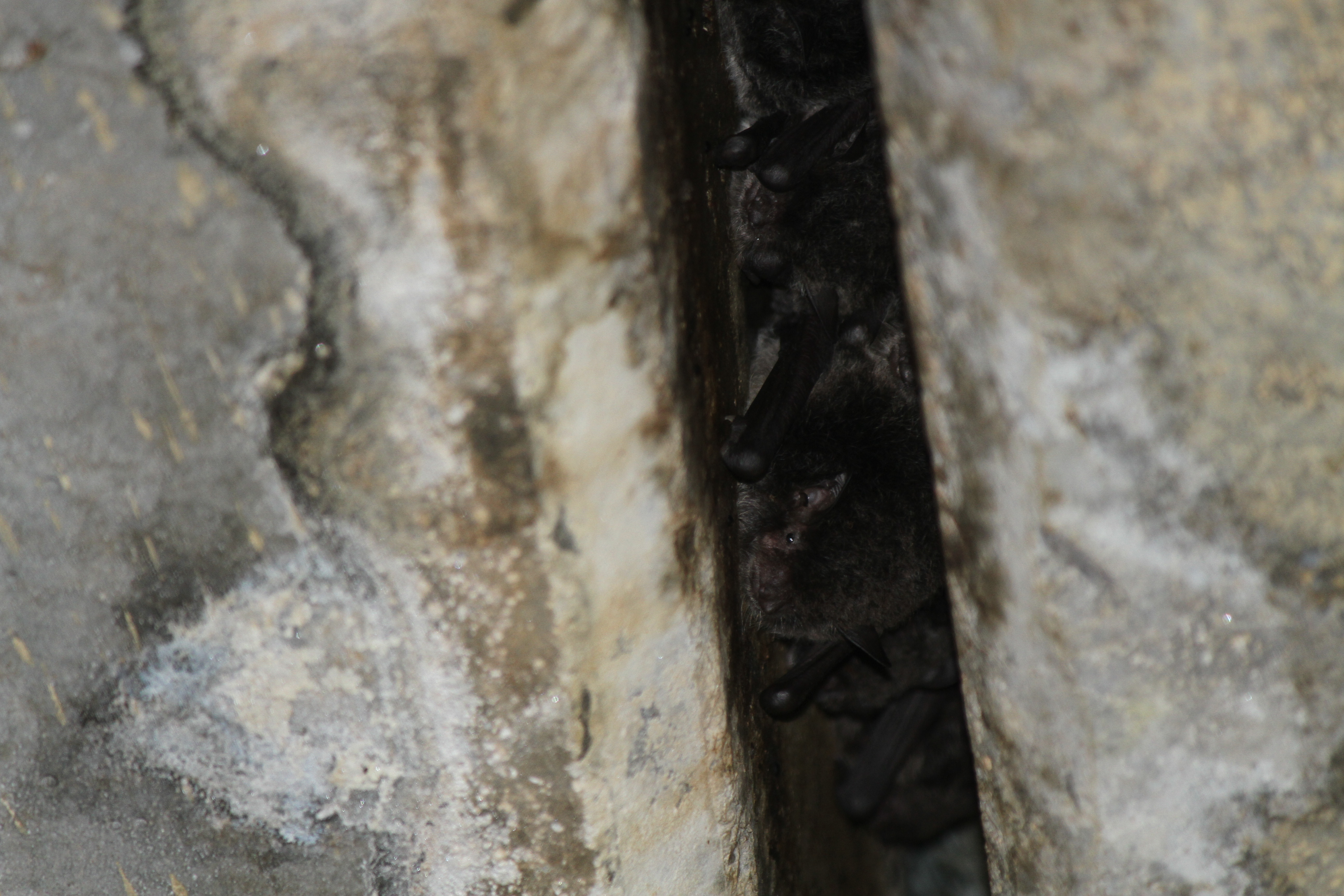